# 境バイパス (国道8号)
境バイパス（さかいバイパス）は、富山県朝日町境にある、国道8号のバイパスである。

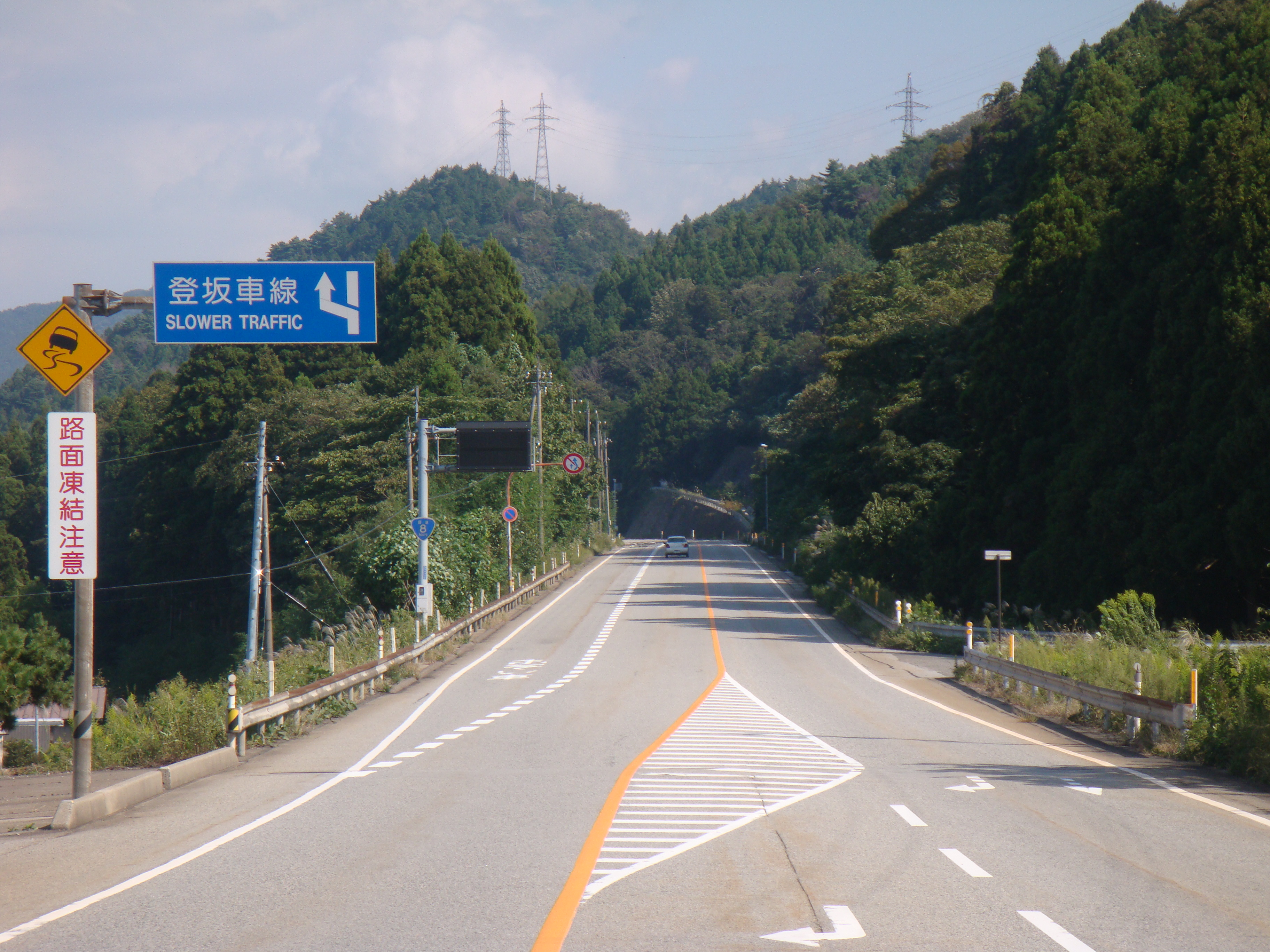
境バイパス
（2011年（平成23年）10月撮影）

## 概要
- 起点：富山県朝日町境
- 終点：富山県朝日町境
- 全長：2.1㎞[1]
- 規格：
- 道路幅員：12.25m[1]
- 車線数：片側1車線（登坂車線あり[2]）
- 車線幅員：
- 設計速度：
- 登坂勾配：4％[1]
- 最高地点：80m[1]

開通当初は国道では珍しい全線40㎞の速度制限となっていた。

## 歴史
- 1962年（昭和37年）9月8日 - 境地区を通る国道8号の改築を嘆願する趣意書を提出。これを受け昭和40年代中頃に至り、集落を迂回した2車線の境バイパスの計画が立案される[3]。
- 1970年（昭和45年）：調査開始[4]。
- 1972年（昭和47年）：事業化[4]。
- 1973年（昭和48年）：境地区住宅地を避ける国道8号付け替え工事の杭打ち[2]。
- 1974年（昭和49年）：用地所得開始[4]。
- 1976年（昭和51年）
  - 7月23日：起工式[5]
  - 10月15日：工事に伴う境神社移転遷宮祭挙行[5]（旧神社の西側に100m余り移転）[4]。
- 1979年（昭和54年）11月8日：正午に開通[6][1]。

## 主な接続道路
- 富山県道374号境宮崎線

## 接続するバイパスの位置関係
（京都方面）入善黒部バイパス -  境バイパス - 市振バイパス（新潟方面）